# Islas Airways
Islas Airways fue una aerolínea española con sede social en el Puerto de la Cruz (Tenerife, Canarias) y bases de operaciones en algunos aeropuertos de las islas. Operaba vuelos regulares interinsulares en las Islas Canarias. Se constituyó en 2001 y empezó a operar en febrero de 2003. Islas Líneas Aéreas pertenecía mayoritariamente al grupo de propietarios de la aerolínea venezolana Santa Bárbara Airlines, así como a la empresa Canaria Sociedad Canario Americana de Inversiones SA. Después de la venta al empresario Miguel Concepción y a raíz de acusaciones por parte Binter Canarias en el Ministerio de Fomento sobre fraude de subvenciones para residentes, cesó en el 2012 sus actividades, ante la retención por la Dirección General de Aviación Civil de más de 10 millones de euros.
Islas Líneas Aéreas fue comprada por el empresario palmero Miguel Concepción a través del Grupo SOAC. En verano del 2007, Islas Airways inició una fase de expansión de sus operaciones con el pedido de 8 nuevos ATR 72-500 y la contratación de un equipo de conocidos ejecutivos internacionales de la aviación (Andreas Blass CEO, Rainer Uphoff CCO y Mario Goldberg COO), aunque todos ellos posteriormente abandonaron la compañía. 

## Historia
La aerolínea se constituyó en La Orotava el 7 de septiembre de 2001 con un capital social de 70.000 €, mediante una escritura pública ante el notario Carlos González Pedregal. Los accionistas iniciales de la empresa eran: Francisco González Yanes (tinerfeño afincado en Venezuela) con un 89%, la Sociedad Canaria Americana de Inversiones con un 10% representada por Francisco Sánchez Jordán y Antonio Luis González con un 1%.
En mayo de 2002 la compañía quedó inscrita en la Zona Especial Canaria (ZEC) y en el mes siguiente se amplió el capital social hasta los 1.080.000 €. A principios de 2003 solicitó autorización y derechos de aterrizaje y despegue para operar diversas rutas interinsulares, así como los códigos aeronáuticos IATA y OACI y la implementación de estas rutas en los sistemas de reservas.
El 28 de marzo de 2003 inició su actividad comercial con su primer vuelo en la línea Gran Canaria-Fuerteventura operada con un ATR-72. El 15 de abril se bautizó su segundo ATR72 en el aeropuerto de La Palma, que comenzó sus operaciones al día siguiente en la ruta La Palma-Tenerife Norte.
El 15 de octubre de 2012, bajo la dirección y presidencia de Miguel Concepción , emite un comunicado anunciando el cese temporal de operaciones de tráfico regular después de la incertidumbre vivida días anteriores. Los empleados son despedidos sin recibir la indemnización correspondiente. Posteriormente la compañía intentaría, sin éxito, reanudar los vuelos. En enero de 2014 , vuelve a perder la licencia de vuelo, y se deshace de su flota de 4 aviones vendiéndolos a otras compañías aéreas.
El Ministerio de Fomento acusa en el 2012 a Islas Airways de fraude con las subvenciones para residentes canarios, este procedimiento aún no ha concluido. El Tribunal Supremo confirmó, dentro de un expediente administrativo de reintegro de la subvención que el propio Ministerio de Fomento había incoado, en el 2018, la sentencia de instancia que obligaba a Islas Airways a devolver 7,5 millones de euros, esas cantidades ya habían sido retenidas por el propio ministerio por lo que la sentencia no tenía ya efectos económicos.

## Antiguos destinos
Islas Líneas Aéreas operaba servicios regulares entre los aeropuertos de:
| Destinos          | Aeropuertos                                      |
| Canarias          | Canarias                                         |
| ----------------- | ------------------------------------------------ |
| El Hierro         | Aeropuerto de El Hierro                          |
| Fuerteventura     | Aeropuerto de Fuerteventura                      |
| Gran Canaria      | Aeropuerto de Gran Canaria                       |
| La Gomera         | Aeropuerto de La Gomera                          |
| Lanzarote         | Aeropuerto César Manrique-Lanzarote              |
| La Palma          | Aeropuerto de La Palma                           |
| Tenerife          | Aeropuerto de Tenerife Norte-Ciudad de La Laguna |
| Tenerife          | Aeropuerto de Tenerife Sur                       |
| Sahara Occidental |                                                  |
| El Aaiún          | Aeropuerto Internacional Hassan I                |

## Antigua flota
La flota de Islas Líneas Aéreas consistió en las siguientes aeronaves:
| Aeronaves | Total | Introducido | Retirado | Matrículas                                                      |
| --------- | ----- | ----------- | -------- | --------------------------------------------------------------- |
| ATR 42    | 1     | 2004        | 2008     | EC-IYE                                                          |
| ATR 72    | 8     | 2002        | 2012     | EC-IKK, EC-IKQ, EC-JCD, EC-JNK, EC-KKZ, EC-KNO, EC-KUR y EC-LKK |